# Tournoi de tennis de Zapopan
Le tournoi de tennis de Zapopan (Mexique) est un tournoi de tennis féminin du circuit professionnel WTA.
Il est créé en 2019 pour rejoindre les tournois classés en WTA 125. Pour la deuxième édition, en 2021, il intègre les tournois WTA 250.
NB: la municipalité de Zapopan jouxte Guadalajara et forme avec elle la zone métropolitaine de Guadalajara.

## Palmarès

### Simple
| No | Date       | Nom et lieu du tournoi                             | Catégorie                                          | Dotation                                           | Surface                                            | Vainqueure                                         | Finaliste                                          | Score                                              |                                                    |
| -- | ---------- | -------------------------------------------------- | -------------------------------------------------- | -------------------------------------------------- | -------------------------------------------------- | -------------------------------------------------- | -------------------------------------------------- | -------------------------------------------------- | -------------------------------------------------- |
| 1  | 11-03-2019 | Abierto Zapopan, Zapopan                           | WTA 125                                            | 115 000 $                                          | Dur (ext.)                                         | Veronika Kudermetova                               | Marie Bouzková                                     | 6-2, 6-0                                           | Tableau                                            |
|    | 2020       | Tournoi annulé à cause de l'épidémie à coronavirus | Tournoi annulé à cause de l'épidémie à coronavirus | Tournoi annulé à cause de l'épidémie à coronavirus | Tournoi annulé à cause de l'épidémie à coronavirus | Tournoi annulé à cause de l'épidémie à coronavirus | Tournoi annulé à cause de l'épidémie à coronavirus | Tournoi annulé à cause de l'épidémie à coronavirus | Tournoi annulé à cause de l'épidémie à coronavirus |
| 2  | 08-03-2021 | Abierto Zapopan 2021, Zapopan                      | WTA 250                                            | 235 238 $                                          | Dur (ext.)                                         | Sara Sorribes Tormo                                | Eugenie Bouchard                                   | 6-2, 7-5                                           | Tableau                                            |
| 3  | 21-02-2022 | Abierto Akron Zapopan, Guadalajara                 | WTA 250                                            | 239 477 $                                          | Dur (ext.)                                         | Sloane Stephens                                    | Marie Bouzková                                     | 7-5, 1-6, 6-2                                      | Tableau                                            |

### Double
| No | Date       | Nom et lieu du tournoi                             | Catégorie                                          | Dotation                                           | Surface                                            | Vainqueures                                        | Finalistes                                         | Score                                              |                                                    |
| -- | ---------- | -------------------------------------------------- | -------------------------------------------------- | -------------------------------------------------- | -------------------------------------------------- | -------------------------------------------------- | -------------------------------------------------- | -------------------------------------------------- | -------------------------------------------------- |
| 1  | 11-03-2019 | Abierto Zapopan Zapopan                            | WTA 125                                            | 115 000 $                                          | Dur (ext.)                                         | Maria Sanchez Fanny Stollár                        | Cornelia Lister Renata Voráčová                    | 7-5, 6-1                                           | Tableau                                            |
|    | 2020       | Tournoi annulé à cause de l'épidémie à coronavirus | Tournoi annulé à cause de l'épidémie à coronavirus | Tournoi annulé à cause de l'épidémie à coronavirus | Tournoi annulé à cause de l'épidémie à coronavirus | Tournoi annulé à cause de l'épidémie à coronavirus | Tournoi annulé à cause de l'épidémie à coronavirus | Tournoi annulé à cause de l'épidémie à coronavirus | Tournoi annulé à cause de l'épidémie à coronavirus |
| 2  | 08-03-2021 | Abierto Zapopan 2021 Zapopan                       | WTA 250                                            | 235 238 $                                          | Dur (ext.)                                         | Ellen Perez Astra Sharma                           | Desirae Krawczyk Giuliana Olmos                    | 6-4, 6-4                                           | Tableau                                            |
| 3  | 21-02-2022 | Abierto Akron Zapopan Guadalajara                  | WTA 250                                            | 239 477 $                                          | Dur (ext.)                                         | Kaitlyn Christian Lidziya Marozava                 | Wang Xinyu Zhu Lin                                 | 7-5, 6-3                                           | Tableau                                            |